# Сутэгана
Сутэгана (яп. 捨て仮名) — в японской письменности — специальная кана, отличающаяся от обычной меньшим размером. Главным образом применяется в ёоне и в сокуоне, разъясняя чтение предыдущего (в ёоне) или последующего (в сокуоне) знака каны.
Слово «сутэгана», первоначально бывшее типографским термином, используется вместо «когаки-но кана» (яп. 小書きの仮名) для того, чтобы указать на её отличие от простой записи каны мелким шрифтом.
Поскольку уменьшенная кана занимает в строке меньше места, она, подобно строчным буквам в европейских языках, ровняется по нижнему краю. При вертикальном письме ровнение происходит по правому краю. Кроме того, будучи последней в строке, она пододвигается к предыдущему знаку (при горизонтальном письме — левее, при вертикальном — выше).
В юникоде сутэгана представлена следующими знаками: ぁ, ぃ, ぅ, ぇ, ぉ, っ, ゃ, ゅ, ょ, ゎ, ァ, ィ, ゥ, ェ, ォ, ヵ, ㇰ, ヶ, ㇱ, ㇲ, ッ, ㇳ, ㇴ, ㇵ, ㇶ, ㇷ, ㇷ゚, ㇸ, ㇹ, ㇺ, ャ, ュ, ョ, ㇻ, ㇼ, ㇽ, ㇾ, ㇿ, ヮ.
Хотя в печати при записи слов фуриганой изначально сутэгана не использовалась, с распространением текстовых процессоров и компьютерной вёрстки её применение в этих случаях увеличивается.

## Употребление в японском языке

### Не образуя самостоятельно мору
Вместе с впередистоящей каной составляет ёон, выражая одну мору. В этом случае берётся согласный звук первого знака и гласный звук второго:
- Кана из и-колонки + ゃ, ゅ, ょ; ャ, ュ, ョ. Например: 
  - き (ки) + ゃ (я) = きゃ (кя)
  - き (ки) + ゅ (ю) = きゅ (кю)
  - き (ки) + ょ (ё) = きょ (кё)
- Каны «ку» и «гу» く, ぐ; ク, グ + ゎ; ヮ обозначает исторические слоги [ква] и [гва]: くゎ, ぐゎ
- Различные знаки катаканы + ァ, ィ, ゥ, ェ, ォ, ャ, ュ, ョ, ヮ в заимствованных словах обозначают отсутствующие в японском звуки иностранных языков. Например: 
  - テ (тэ) + ィ (и) = ティ (ти)
  - ト (то) + ゥ (у) = トゥ (ту)
  - フ (фу) + ァ (а) = ファ (фа)
- Иногда для звуков, которые невозможно записать одним символом сутэганы, используется два знака. Например: ティェ [те], ヴゥィ [ве]

### Образуя мору самостоятельно
- っ, ッ обозначают сокуон
- ぁ, ぃ, ぅ, ぇ, ぉ; ァ, ィ, ゥ, ェ, ォ  могут применяться для обозначения долгого звука в именах собственных
- ヶ произошла не от знака катаканы ケ, а от необычной формы кандзи 箇 — 个, которая затем была уменьшена. В настоящее время его употребление не ограничивается значениями исходного иероглифа, он используется в качестве счётного суффикса и частицы が, произносясь как «ка», «га» или «ко». Например: 一ヶ月、茅ヶ崎、2ヶ組
- ヵ может использоваться вместо знака ヶ, когда он читается как «ка». Например: 三ヵ月

## В других языках
- В айнском алфавите на основе катаканы[яп.] символы ㇰ, ㇱ, ㇲ, ㇳ, ㇴ, ㇵ, ㇶ, ㇷ, ㇸ, ㇹ, ㇷ゚, ㇺ, ㇻ, ㇼ, ㇽ, ㇾ, ㇿ используются для обозначения согласных звуков
- При записи корейского языка катаканой знаки ㇰ, ッ, ㇷ゚, ㇺ, ㇽ обозначают завершающую букву слога. Например: アンニョンハシㇺニカ？(кор. 안녕하십니까?, аннёнъхасимникка, «как поживаете?»)
- В тайваньской кане[англ.] применялись знаки ァ, ィ, ゥ, ェ, ォ, ㇰ, ッ, ㇷ゚ и маленькая ヲ

## История
Употребление сутэганы в качестве ёона и сокуона стало распространённым лишь после Второй мировой войны, когда была принята «новая система использования каны». Однако в государственных актах сутэгана не использовалась до 1988 года, когда был принят закон «Об использовании ёона и сокуона в законах и постановлениях», обязывающий применять сутэгану и там.